# Геркон

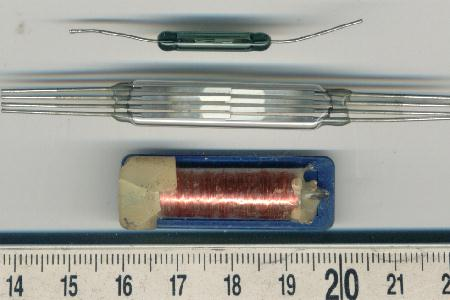
Геркони й герконове реле

Герко́н (скорочення від герметичний контакт) — електромеханічний пристрій, перемикач, рух електричних контактів якого керується магнітним полем.
На електричних схемах геркон позначається як обведений колом вимикач, поруч з яким зображено позначку магніту.

## Конструкція
Геркон являє собою герметичну скляну колбу в якій знаходяться дві (або більше) металеві контактні пластини. Всередині колби контакти гнучкі, бо обидва виконані у формі тонкої пластини, котра має довжину трішечки більшу за половину довжини колби. Ці пластини розташовані у паралельних площинах на малій відстані одна від одної. 
Також виробляються геркони з перекидним контактом. У ньому центральний контакт виходить з одного боку колби, та два інших з іншого. Гнучким є тільки центральний контакт, який в присутності магнітного поля замикає один контакт, або другий контакт за відсутності поля. 

## Принцип дії
Під дією постійного магнітного поля гнучкі феромагнітні контакти взаємно притягаються і торкаються один одного. Коли дія магнітного поля припиняється, контакти повертаються в початкове положення. 

## Параметри
- Магніторушійна сила спрацьовування — значення напруженості магнітного поля, при якому спрацьовують контакти геркона.
- Магніторушійна сила відпускання — значення напруженості магнітного поля, при якому контакти геркона повертаються в початкове положення.
- Опір ізоляції — електричний опір проміжку між контактами в розімкнутому стані.
- Опір контактного переходу — опір контактної області, яка утворюється при замиканні серцевин.
- Пробивна напруга — напруга, при якій відбувається пробій контактів геркона.
- Час спрацювання — час між моментами впливу керуючого магнітного поля і першого фізичного замикання електричного кола герконом.
- Час відпускання — час між моментом зняття прикладеного до геркона магнітного поля і моментом останнього фізичного розмикання електричного кола герконом.
- Ємність — електрична ємність між виводами геркона в розімкнутому стані.
- Максимальне число спрацьовувань - число спрацьовувань, до якого всі основні параметри геркона залишаються в номінальних межах.
- Максимальна потужність — максимальна потужність, комутована герконом, при якій не відбувається погіршення його експлуатаційних характеристик.
- Комутована напруга. — максимальна напруга, комутована герконом, при якій не відбувається погіршення його експлуатаційних характеристик.
- Комутований струм — максимальний струм, комутований герконом, при якому не відбувається погіршення його експлуатаційних характеристик.

## Використання
Геркон є складовою частиною герконового реле.
У парі з магнітом геркон використовується як безконтактний перемикач або датчик положення. Може бути датчиком струму при розміщенні всередині соленоїду чи у магнітному зазорі дроселю. 
Значення комутованого струму контактів геркону зазвичай лежить у діапазоні 0.1 мА — 400мА. 
Фізични розміри лежать у межах: довжина — 10–120 мм; діаметр — 3–10 мм.